# Cuisine éthiopienne
Cette page contient des caractères spéciaux ou non latins. S’ils s’affichent mal (▯, ?, etc.), consultez la page d’aide Unicode.
La cuisine éthiopienne se caractérise notamment par une grande variété de plats végétariens et de plats à base de viande, son utilisation de différents mélanges d'épices et l'usage comme aliment de base sur la plus grande partie du territoire de l’injera (እንጀራ / endjära), une galette avec laquelle on consomme d'autres aliments en utilisant sa main droite. La cuisine érythréenne et la cuisine du nord de l'Éthiopie ont de nombreux traits communs.
Elle est principalement consommée en Éthiopie, mais également dans les grandes villes qui comptent de nombreux restaurants tenus par une importante diaspora éthiopienne, notamment à Washington, Los Angeles et New York (États-Unis), à Londres (Royaume-Uni), à Toronto (Canada), à Rome (Italie), à Paris (France), à Tel Aviv et Haïfa (Israël), ainsi qu'à Melbourne (Australie).

## Aliments

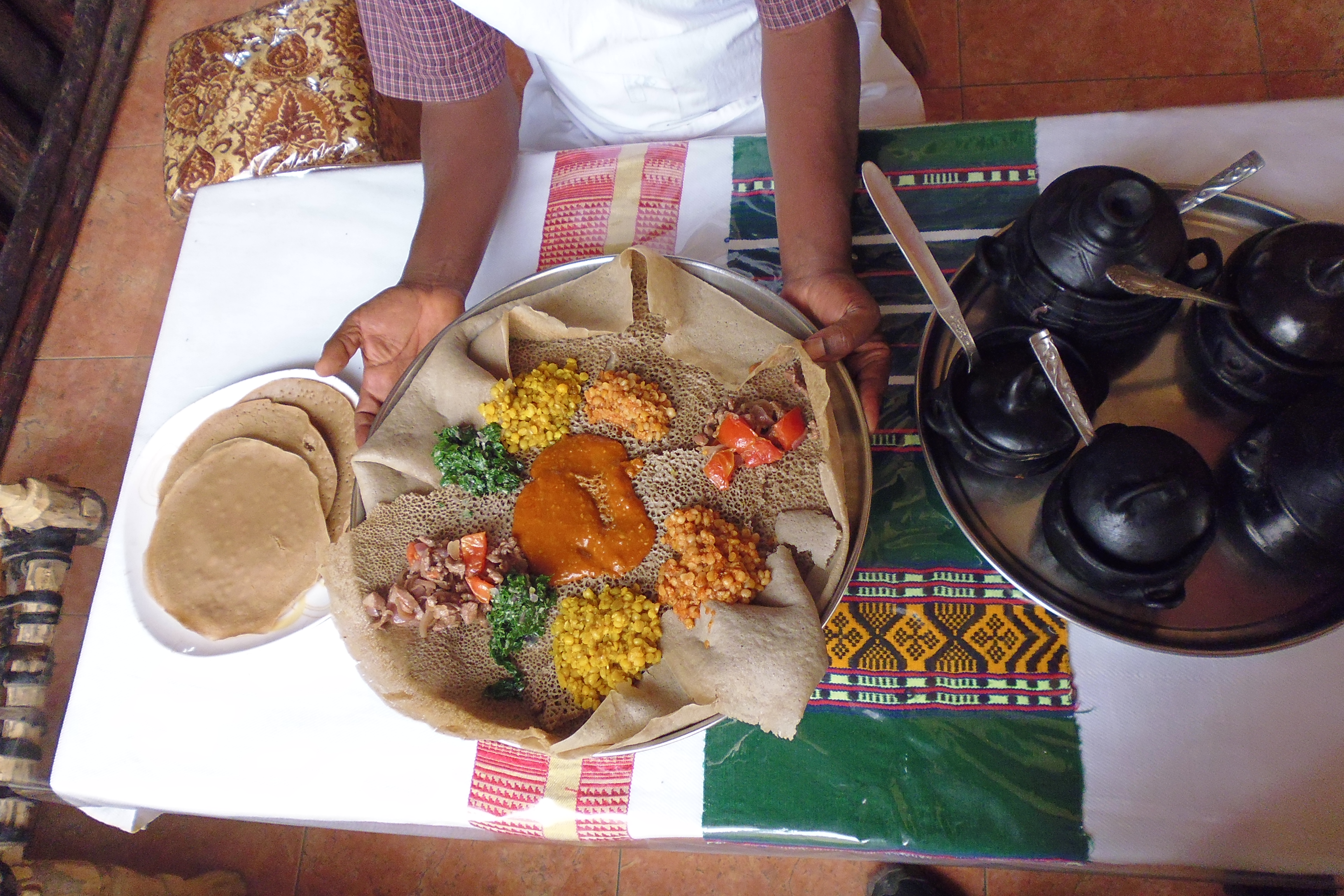
Assortiment de différentes préparations.

La variété des climats éthiopiens permet de faire pousser un grand nombre de légumes et de féculents : une variété de millet (Eragrostis abyssinica, teff en éthiopien) surtout, mais aussi du maïs, de l’orge, des lentilles, des pois cassés, différentes sortes de haricots, des graines oléagineuses comme le niger (Guizotia abyssinica, nug en Éthiopie) ou le lin, des oignons, de l’ail ou encore de la coriandre.
La cuisine éthiopienne est fondée sur le teff, une graminée utilisée pour confectionner l’injera, une sorte de galette levée qui sert à la fois de récipient et d’outil pour se servir de nourriture et manger. L’un des autres ingrédients qu'on retrouve dans de nombreux plats est le bérbéré (sorte de piment rouge, Capsicum frutescens). Le nom s’applique également à un mélange d’épices parmi lesquelles le piment (séché et réduit en poudre) à proprement parler, mais aussi de l’ail et de l'oignon rouge séchés et réduits en poudre, du gingembre, de la graine de rue, de la cardamome, du clou de girofle, de la nigelle, du fenugrec ou encore de la cannelle. Un autre mélange d'épices couramment utilisé est le mitmita (piment oiseau séché et réduit en poudre, cardamome, clou de girofle, sel et parfois cumin, cannelle et gingembre).
Le plat le plus populaire est le wat (ወጥ), un ragoût à base de légumes, de légumes secs (shiro) ou d’une viande — agneau, bœuf et, le plus courant, poulet (doro wot) —, souvent assaisonné de bérbéré. Le poisson est plus rare, sauf à proximité des nombreux lacs que compte l'Éthiopie. Parmi les plats classiques figurent de nombreux plats de légumes (influence des chrétiens coptes du pays, qui suivent un régime végétarien pendant la plus grande partie de l'année pour raisons religieuses) que des plats de viande, parfois servie crue avec du piment, hachée et marinée dans un mélange de beurre clarifié et d'épices (ketfo ou kitfo) ou en cubes (gored gored). La plupart des plats végétariens sont à base de pois, haricots ou lentilles, mais peuvent également inclure des pommes de terre, des carottes et des blettes. Le shiro est une purée à base de pois (Pois chiches ou fèves), d'oignon, de tomate et de piment. Les tibs sont différents plats à base de viande coupée en petits morceaux. Le firfir (ፍርፍር) ou fitfit (ፍትፍት), généralement consommé au petit déjeuner, est un mélange d’injera coupée en lanière, de beurre clarifié, de bérbéré et éventuellement d'autres ingrédients (viande, légumes…),.
L'ethnie oromo (plus de 30 % de la population éthiopienne) se distingue notamment par la consommation de chuko, préparation à base d'orge grillée réduit en poudre mélangé à du beurre et à des épices.
Du fait de l'influence italienne (occupation d'une partie du territoire de l'Éthiopie, de l'Érythrée et de la Somalie actuelle à la fin du XIXe siècle et pendant la première partie du XXe siècle), les pâtes sont fréquemment consommées en Éthiopie, en particulier en milieu urbain.

## Boissons

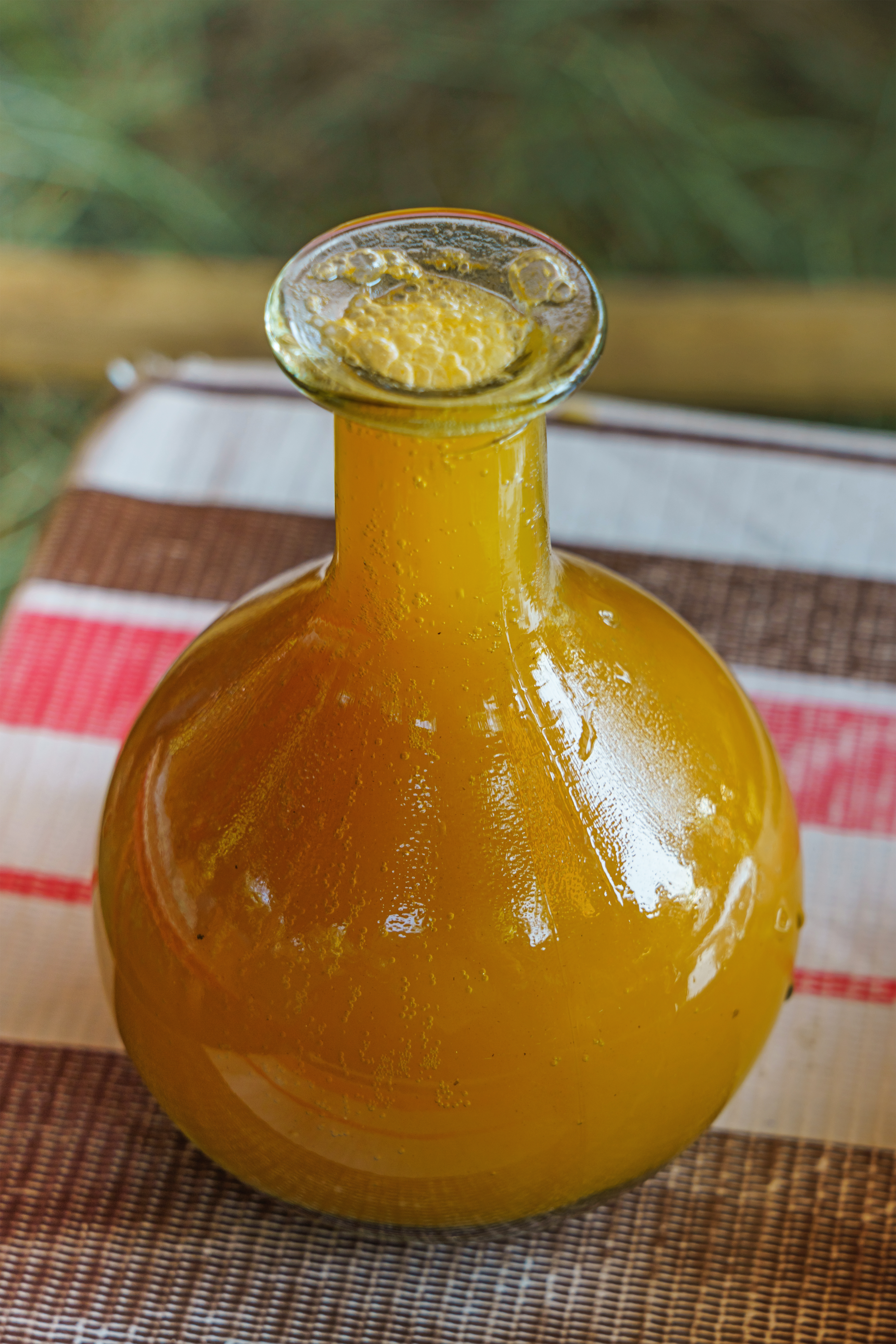
Bouteille en verre contenant du tej.

Le café (buna) est très fréquemment consommé ; c'est vraisemblablement en Éthiopie que le café a commencé à être consommé par l'homme, entre le Xe et le XIIIe siècles. Les graines sont torréfiées, moulues, puis l'eau est mise à bouillir avec le café réduit en poudre, avant d'être servi dans de petites tasses. Le café peut être servi salé ou sucré.
Le spris est un mélange de café et de thé. Servi correctement, le café noir ne se mélange pas au thé et stagne au-dessus de la tasse. On le déguste agrémenté d'une grosse cuillère de sucre.
Le t’ella est une bière traditionnelle brassée à partir d’orge ou de malt, de houblon et de feuilles de gesho (Rhamnus pinoides).
Les feuilles de gesho sont également employées dans la fabrication du t'edj, sorte d’hydromel fabriqué à domicile mais qui peut aussi être acheté dans des « maisons de t'edj » (tej betoch, au singulier tej bet, ጠጅ ቤት).
Il existe également des boissons à plus fort degré d'alcool, notamment le katikala et l’araqe, distillées à partir de céréales. Contrairement au katikala, l’araqe peut être aromatisé en utilisant différents ingrédients, notamment du miel.